# Alma Deutscher
Alma Elizabeth Deutscher (sinh khoảng năm 2005) là một nhà soạn nhạc, nghệ sĩ dương cầm và vĩ cầm người Anh. Sinh ra ở Basingstoke, cô hoàn thành bản sonata piano đầu tiên của mình vào năm 5 tuổi, đến bảy tuổi, cô hoàn thành vở opera ngắn "The Sweeper of Dreams". Lên chín tuổi, cô đã viết một bản concerto cho violin và dàn nhạc, lên mười tuổi, cô viết vở opera dài đầu tiên của mình, Cinderella, được công chiếu tại Châu Âu tại Vienna vào năm 2016 dưới sự bảo trợ của nhạc trưởng Zubin Mehta. Buổi chiếu ra mắt tại Hoa Kỳ một năm sau đó tại Opera San Jose đã được Sony Classical phát hành trên DVD. Concerto cho piano của cô ấy được biểu diễn khi lên 12 tuổi, cô ấy đã ra mắt lần đầu tiên tại Carnegie Hall vào năm 2019.